# پایه (توپولوژی)
هنگام کار با فضاها و ساختارهای ریاضی در اختیار داشتن زیرمجموعه‌ای که به کمک آن بتوان کلیه خواص فضا را، بدون نیازی به بررسی همه عناصر فضا، مورد مطالعه قرار داد بسیار سودمند است. مفهوم پایه در ریاضیات به چنین زیرمجموعه‌هایی از فضاها و ساختارهای ریاضی اشاره داد و تعریف آن برحسب نوع ساختارها و فضاهای ریاضی مورد بحث متفاوت است.
در توپولوژی پایه یک فضای توپولوژیک مجموعه از مجموعه باز فضای است که به کمک آن می‌توان کلیه مجموعه‌های باز فضا را به کمک اجتماعات اعضای آن ساخت و به این ترتیب نیازی به بررسی کلیه مجموعه‌های باز فضا نخواهد بود.

## تعریف
فرض کنید {\displaystyle \left(X,\tau \right)} یک توپولوژی باشد. [خانواده] {\displaystyle {\mathcal {B}}} از مجموعه‌های باز را یک پایه برای توپولوژی {\displaystyle \tau } روی X می‌گوییم هرگاه هر مجموعه باز از {\displaystyle \left(X,\tau \right)} به صورت اجتماعی از اعضای {\displaystyle {\mathcal {B}}} قابل نمایش باشد. به عبارت دیگر برای هر {\displaystyle G\in \tau } و هر {\displaystyle x\in G}، {\displaystyle B_{x}\in {\mathcal {B}}} موجود باشد که {\displaystyle x\in B_{x}\subseteq {G}}.
به عنوان مثال مجموعه اعداد حقیقی را با توپولوژی اقلیدسی در نظر بگیرید. مجموعه همه بازه‌های باز مجموعه اعداد حقیقی، پایه‌ای برای توپولوژی اقلیدسی روی اعداد حقیقی است.
حال مجموعه {B={[a,b):a,b∈R,a<b را در نظر بگیرید و قرار دهید{\displaystyle \tau =\bigcup {\mathcal {B}}}. به‌سادگی می‌توان بررسی نمود که یک توپولوژی روی اعداد حقیقی است، که آن را توپولوژی حد پایین می‌نامیم، و فضای توپولوژیک {\displaystyle \left(\mathbb {R} ,\tau \right)} را با {\displaystyle \mathbb {R} _{\ell }} نمایش می‌دهیم. به این ترتیب {\displaystyle {\mathcal {B}}} یک پایه برای توپولوژی حد پایین است.
آنچه در مثال فوق مشاهد می‌شود حالتی است که با در دست داشتن مجموعه {\displaystyle {\mathcal {B}}} از زیرمجموعه‌های اعداد حقیقی یک توپولوژی روی آن تعریف می‌کنیم که {\displaystyle {\mathcal {B}}} یک پایه برای آن است. حال پرسشی که پیش می‌آید این است که چه هنگام مجموعه‌ای از زیرمجموعه‌های یک مجموعه می‌تواند تشکیل یک پایه برای یک توپولوژی روی آن فضا را بدهد؟ قضیه زیر پاسخ دهنده این پرسش است.
قضیه: مجموعه {\displaystyle {\mathcal {B}}} از زیرمجموعه‌های مجموعه ناتهی X پایه‌ای برای یک توپولوژی روی X است هرگاه:
1. {\displaystyle X=\bigcup {\mathcal {B}}}
2. برای هر {\displaystyle G_{1},G_{2}\in {\mathcal {B}}} و هر {\displaystyle x\in G_{1}\cap G_{2}}، {\displaystyle G_{3}\in {\mathcal {B}}} موجود باشد که

{\displaystyle x\in G_{3}\subseteq G_{1}\cap G_{2}}

## پایه موضعی
فرض کنید {\displaystyle \left(X,\tau \right)} یک فضای توپولوژیک باشد و x∈X. در این صورت مجموعه B از مجموعه‌های باز شامل x را یک پایه موضعی برای عنصر x می‌گوییم هرگاه هر مجموعه باز در X و شامل x شامل عضوی از B باشد. به عبارت دیگر برای هر مجموعه باز G در X که x∈G، مجموعه U در B موجود باشد که {\displaystyle x\in U\subseteq G}
به عنوان مثال اگر {\displaystyle \left(X,\tau \right)} فضای توپولوژیک گسسته باشد،{{B={{x یک پایه موضعی برای x∈X است. همچنین اگر مجموعه اعداد حقیقی مجهز به توپولوژی اقلیدسی مفروض باشد برای هر عدد حقیقی x، مجموعه همه گوی‌های باز حول x با شعاع گویا یک پایه موضعی برای x است.

## مقایسه توپولوژی‌ها به کمک پایه توپولوژی‌ها
بررسی مقایسه توپولوژی‌های تعریف شده روی یک مجموعه می‌توان از پایه توپولوژی بجای خود توپولوژی‌ها استفاده نمود. این کار به‌ویژه در مواردی که اطلاعات کمی در مورد مجموعه‌های باز فضا در دست است سودمند خواهد بود. فرض کنید {\displaystyle {\tau }',\tau } دو توپولوژی روی مجموعه ناتهی X بوده و
{\displaystyle {\mathcal {B}}',{\mathcal {B}}} به ترتیب پایه‌هایی برای این دو توپولوژی باشند. در این صورت توپولوژی {\displaystyle {{\tau }'}} ظریفتر از {\displaystyle \tau } است اگر و فقط اگر {\displaystyle {\tau }\subseteq {\tau }'} یا به عبارت دیگر برای هر {\displaystyle B\in {\mathcal {B}}} و هر {\displaystyle x\in B}، {\displaystyle {B}'\in {\mathcal {B}}'} موجود باشد که
{\displaystyle x\in {B}'\subseteq B}.
به عنوان مثال با بررسی پایه‌های توپولوژی اقلیدسی و حد پایین می‌توان دید که توپولوژی حد پایین از توپولوژی اقلیدسی ظریفتر است.

## اصول شمارایی و مفهوم پایه
اصول شمارایی همانند اصول جداسازی خواص مهمی را در مورد توپولوژی‌های صادق در این اصول تضمین می‌کنند. تعریف اصول شمارایی بر مفهوم پایه استوار است. فرض کنید
{\displaystyle \left(X,\tau \right)} یک فضای توپولوژیک باشد.
فضای توپولوژیک X را صادق در اولین اصل شمارایی، یا شمارای اول می‌گوییم هرگاه هر عضو X دارای پایه‌ای موضعی و شمارا باشد. به عنوان مثال فضای توپولوژیک گسسته و اقلیدسی در اولین اصل شمارایی صادق است.
همچنین {\displaystyle \left(X,\tau \right)} را صادق در دومین اصل شمارایی یا شمارای دوم می‌گوییم هرگاه دارای پایه‌ای شمارای باشد. به عنوان مثال فضای توپولوژیک اقلیدسی شمارای دوم است چرا که مجموعه همه گوی‌های باز حول نقاط گویا با شعاع گویا تشکیل یک پایه شمارای برای این فضا می‌دهند.

## معرفی پایه چند توپولوژی مهم
به کمک مفهوم پایه توپولوژی می‌توان توپولوژی‌های گوناگونی روی مجموعه‌های مختلف تعریف نمود، چنان‌که بدون وجود مفهوم پایه تعریف این توپولوژی‌ها غیرممکن یا دست‌کم بس دشوار می‌نماید. نمونه‌ای از این توپولوژی‌ها عبارتند از:
- توپولوژی حد پایین
- توپولوژی دو مبدأیی
- توپولوژی شعاع راست